# هوفا (ياماغوتشي)
مدينة هوفا (بالإنجليزية: Hōfu)‏ هي أحد المدن التابعة لمحافظة ياماغوتشي. تأسست رسميًا في 25/08/1936. ويقدر عدد سكانها بـ 116393 نسمة حسب تقدير مكتب الإحصاء الياباني لعام 2012. تبلغ مساحة هوفا 188.59 كم2. بكثافة سكانية تبلغ 617 نسمة/كم2.

## أعلام
- هيروشي أورا
- سانتوكا تانيدا
- ساتشيأو يوشيد
- نوبوكو تاكاجي
- أكيرا ايواموتو
- هيديو هامامورا

## روابط خارجية
- الموقع الرسمي لمدينة هوفا
- مكتب الإحصاءات البريطاني